# Zeller Blauen
Der Zeller Blauen (auf alten Karten auch: Blauen oder Hochblauen) ist ein 1077 m ü. NHN hoher Berg im südlichen Schwarzwald. Er gehört zu Zell im Wiesental im baden-württembergischen Landkreis Lörrach.
Der Berg dominiert mit seinem steilen Geländeabfall nach Süden, Westen und Osten das Wiesental nördlich der Stadt Zell und überragt diese um mehr als 600 Meter. Nordwärts setzt sich vom bewaldeten Gipfelbereich des Zeller Blauen, zwischen dem Kleinen Wiesental im Westen und dem Wiesental im Osten, ein Höhenrücken bis zum zehn Kilometer entfernten Belchen fort.
Etwa 100 Meter östlich des Gipfels auf der Gemarkung des Zeller Stadtteils Pfaffenberg wurde ein Funkmast des Tetra-Behördenfunks errichtet.
Entlang der Südflanke des Zeller Blauen finden sich Reste von Verschanzungen. Am Westhang, in etwa 700 bis 800 Meter Höhe, liegen auf der Gemarkung des Zeller Stadtteils Adelsberg die Weiler Blauen und Oberblauen.
In einer Schwarzwaldkarte des Klosters St. Blasien aus dem Jahr 1788 wird der Berg als „auf dem hohen Blauen“ bezeichnet. Im Topographischen Atlas ueber das Grossherzogtum Baden wird er 1846 „Hochblauen“ genannt. Diese Bezeichnung ist ebenfalls für den zwölf Kilometer westnordwestlich gelegenen Berg Blauen bei Badenweiler üblich.

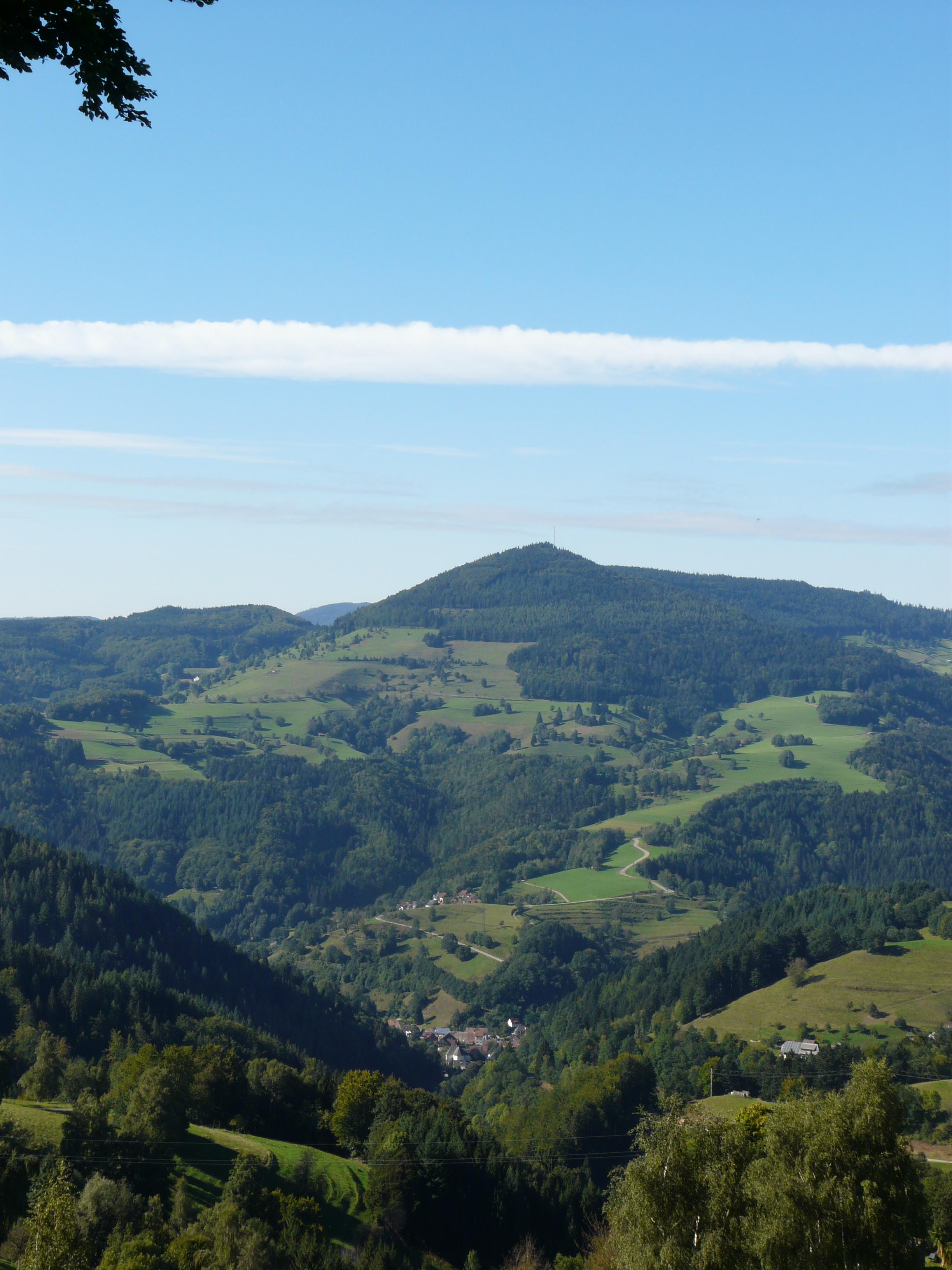
Blick von Süden
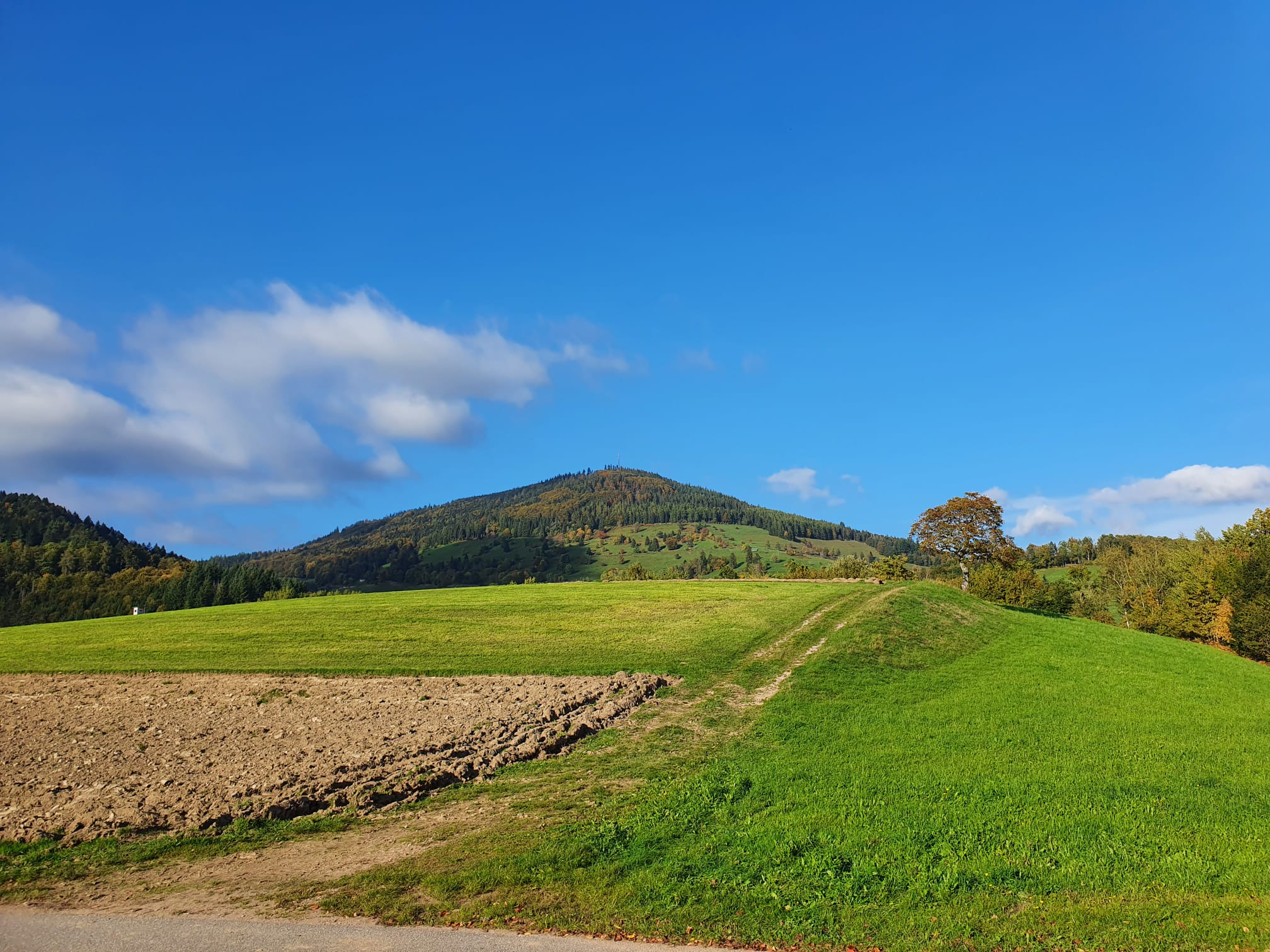
Blick von Südwesten (Adelsberg)
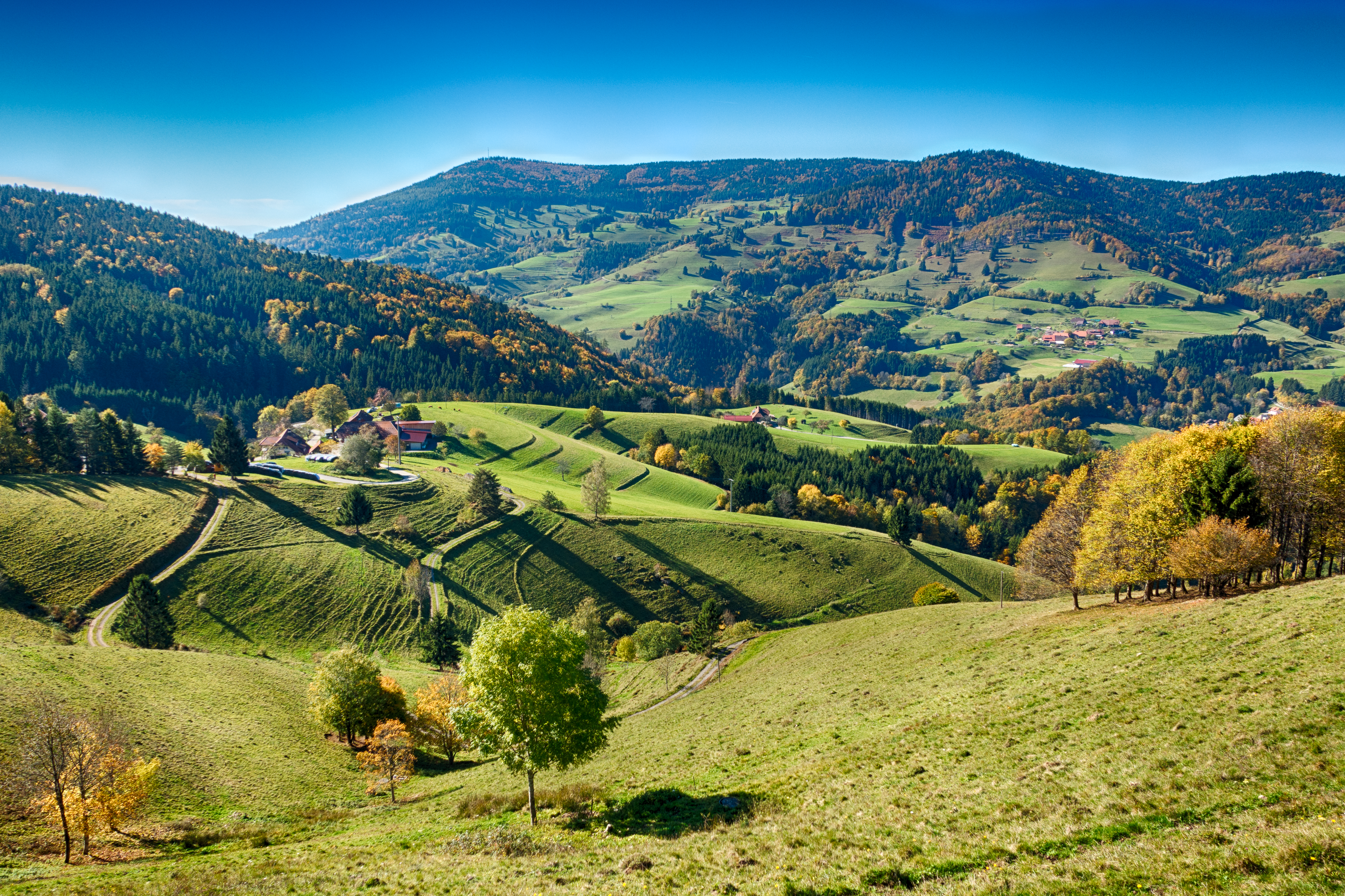
Blick von Nordosten. Gut erkennbar ist der Höhenrücken in Richtung Belchen (nicht im Bild)
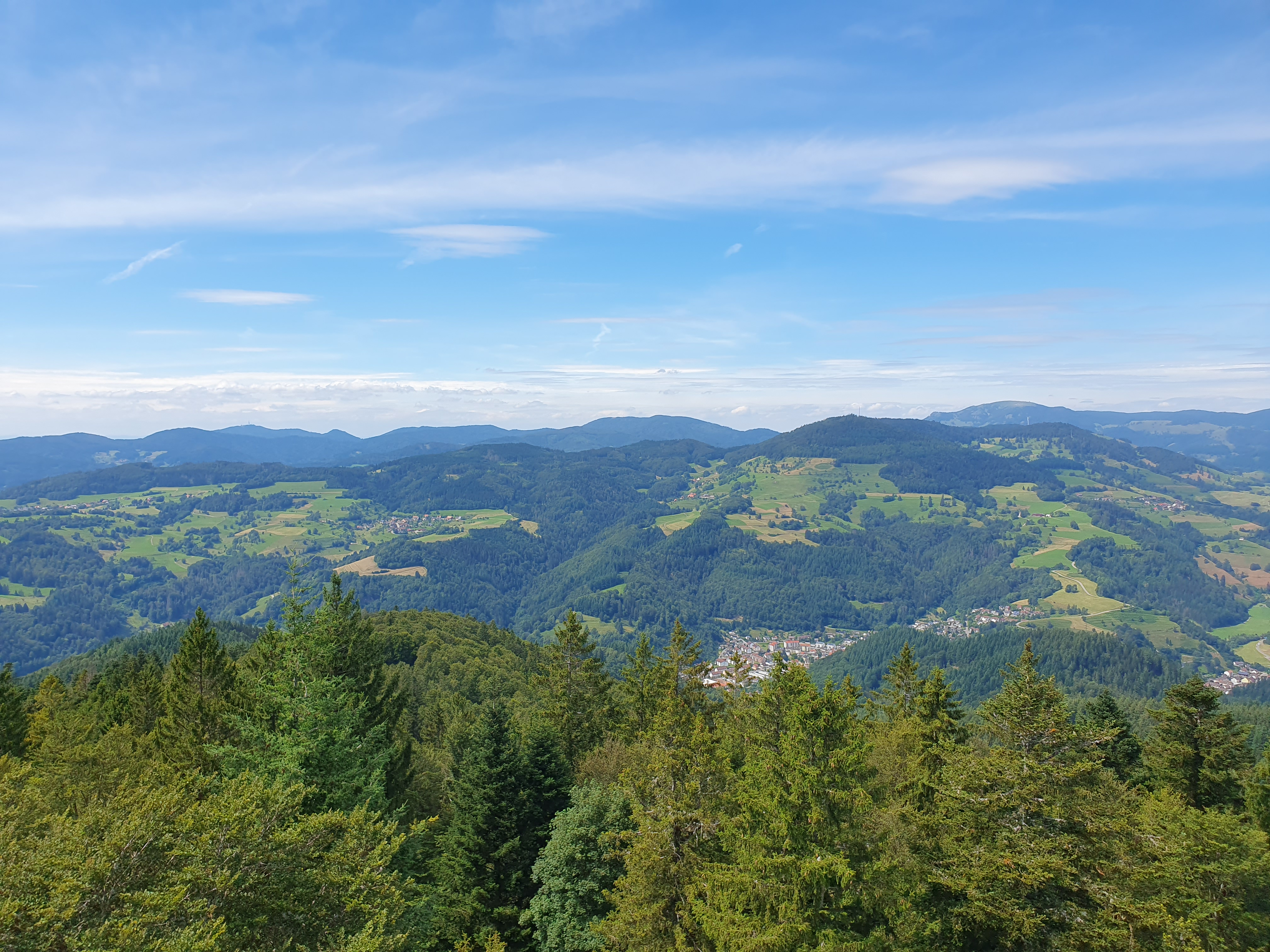
Blick von Südosten von der Hohen Möhr auf Blauen und den Belchen dahinter. Links im Bild (mit Sendeturm) außerdem der Badenweiler Blauen